# David Benatar
David Benatar (nacido en 1966) es profesor de filosofía y jefe del departamento de Filosofía en la Universidad de Ciudad del Cabo, Sudáfrica. Es conocido por abogar por el antinatalismo en su libro Better Never to Have Been: The Harm of Coming into Existence (en español: Mejor nunca haber sido: El daño de venir a la existencia) en el que argumenta que la existencia inflige un verdadero daño, independientemente de los sentimientos del ser existente y, como consecuencia, es siempre moralmente erróneo engendrar más seres que sienten.
Benatar argumenta desde la premisa de que el dolor y el sufrimiento, son en sí mismos algo negativo.
Su obra aparece en multitud de publicaciones como Ethics, Journal of Applied Philosophy, Social Theory and Practice, American Philosophical Quarterly, QJM: An International Journal of Medicine, Journal of Law and Religion o British Medical Journal.[cita requerida]

## Obra
- Benatar, David (2001). Ethics for Everyday. McGraw-Hill. ISBN 978-0-07-240889-8.
- Benatar, David (2006). Better Never to Have Been: The Harm of Coming into Existence. Clarendon Press. ISBN 978-0-19-929642-2.
- Benatar, David (2012). The Second Sexism: Discrimination Against Men and Boys. John Wiley & Sons. ISBN 978-0-470-67451-2.
- Benatar, David; Wasserman, David (2015). Debating Procreation: Is It Wrong to Reproduce?. Oxford University Press. ISBN 978-0-19-027311-8.
- Archard, David; Benatar, David (2016). Procreation and Parenthood: The Ethics of Bearing and Rearing Children. Oxford University Press. ISBN 978-0-19-874815-1.
- Benatar, David (2017). The Human Predicament: A Candid Guide to Life's Biggest Questions. Oxford University Press. ISBN 9780190633813.

### Como editor
- Benatar, David, ed. (2002). Ethics for Everyday. McGraw-Hill.
- Benatar, David, ed. (2004). Life, Death & Meaning : Key Philosophical Readings on the Big Questions.
- Benatar, David, ed. (2006). Cutting to the Core: Exploring the Ethics of Contested Surgeries. Rowman & Littlefield. ISBN 978-0-7425-5001-8.